# Forcipomyia binigrimaculata
Forcipomyia binigrimaculata är en tvåvingeart som beskrevs av Tokunaga 1940. Forcipomyia binigrimaculata ingår i släktet Forcipomyia och familjen svidknott. Inga underarter finns listade i Catalogue of Life.